# Station Vonšov
Station Vonšov is een spoorwegstation in het Tsjechische dorp Vonšov, in het zuiden van de gemeente Skalná. Het station ligt aan spoorlijn 146 tussen Cheb en Luby, in het district Cheb. Het station wordt beheerd door de nationale spoorwegonderneming České dráhy in samenwerking met de Staatsorganisatie voor spoorweginfrastructuur (SŽDC). Bij station Vonšov vindt geen verkoop van tickets plaats, treinkaartjes moeten in de trein aangeschaft worden.
Cheb ↔ Tršnice ↔ Třebeň ↔ Nový Drahov ↔ Vonšov ↔ Skalná ↔ Velký Luh ↔ Nový Kostel ↔ Dolní Luby ↔ Luby u Chebu